# 魏明 (皖南行署主任)
魏明（1908年—1982年8月22日），又名培仁，直隶河间邢庄人。中华人民共和国官员。

## 生平
1925年，魏明毕业于任丘师范传习所，后来担任小学教员。魏明阅读了《新青年》、《共产党宣言》等书刊，接受了新思想。魏明在教学中取消了孔孟之道的教科书，将文言文课本改为白话文课本，组织“青年协乐会”，开展禁绝赌牌、清除佛像等活动。
1934年，魏明加入中国共产党。同年12月，魏明赴念祖桥完小任教，发展了一批中国共产党党员。1935年冬，魏明率师生破坏了从念祖桥到卧佛堂的通讯设施。1936年春，魏明在河间北部从事革命活动。
抗日战争爆发后，1937年9月，魏明参加抗日自卫军，担任政治处民运委员。1938年2月，魏明任河间县抗日政府第一任县长。同年5月，魏明任新安县县长。1943年，魏明任晋察冀边区第九专署秘书主任。1945年，升任第九专署专员。
1946年6月，魏明任晋察冀边区第八专署专员、地委书记。1947年，任冀中行政公署副主任。1949年，任皖南人民行政公署主任、中共皖南行政区党委常委。
1951年12月之后，魏明历任中央人民政府最高人民法院华东分院院长、党组书记、上海市高级人民法院院长、党组书记。1956年，当选中共上海市委委员。1958年，任徐汇区区长、区委常委。1964年，任华东政法学院院长、党组书记。1978年，任上海中医学院党委书记、上海市政协常务委员等职。
1982年8月22日，魏明在上海病逝，享年75岁。 